# كنال ألجيري
قناة الجزائر (بالفرنسية: Canal Algérie)‏ هي ثاني قناة تلفزيونية عمومية جزائرية للمؤسسة العمومية للتلفزيون تأسست سنة 1994، وهي موجهة للجالية الجزائرية بالخارج.

## تاريخ القناة
تأسست قناة الجزائر، المعروفة أيضًا بالقناة الجزائرية الثانية، من قبل المؤسسة العمومية للتلفزيون عام 1994. كانت في البداية قناة فضائية تهدف إلى تعزيز الروابط الثقافية مع الجالية الجزائرية في الخارج، وخصوصًا في أوروبا. سعت هذه القناة، التي سُميت لاحقًا كنال ألجيري، إلى جذب انتباه المشاهدين الأجانب المهتمين بتطور الأحداث السياسية والاقتصادية في الجزائر.
ومع بداية عام 2002، بدأت القناة بالبث بالتردد الفائق العلو من العاصمة الجزائر، عبر المرسل في برج البحري.

## المسييرين
يُعتبر مسيرو كنال ألجيري هم نفسهم مسيرو القناة الأرضية للمؤسسة العمومية للتلفزيون، حيث تُعتبر كنال ألجيري جزءًا من هذه المؤسسة.

## الجمهور
حسب استطلاع آراء أجراه معهد عبس عام 2001، احتلت كنال ألجيري المرتبة السادسة في فرنسا والأولى عربيًا، مما يُشير إلى احتمال أن تصبح قناة دولية ناطقة بالفرنسية.

## البرامج
تقدم كنال ألجيري برامج إخبارية وثقافية، بالإضافة إلى نقل مباريات الرابطة الجزائرية المحترفة الأولى لكرة القدم وحصص رياضية، حيث تُبث جميعها باللغة الفرنسية. وفيما يلي قائمة بأهم البرامج اليومية:
| اسم البرنامج           | التوقيت                |
| ---------------------- | ---------------------- |
| Bonjour d'Algérie      | 08hgmt                 |
| journal en français    | 11Hgmt/18Hgmt          |
| journal en amazigh     | 17Hgmt                 |
| journal en arabe       | 19Hgmt                 |
| Meteo                  | 19:45Hgmt              |
| Cinéma Hindi 2001/2020 | Dim, Lun et Ven 21Hgmt |

## البث الفضائي
ألكوم سات-1 @ °24.8 غرباً
12160 أفقي 30000 2/3 معيار dvb-s2
11680 أفقي 27500 3/4 معيار dvb-s2
نايل سات @ °7.3 غرباً
12240 أفقي 30000 3/4 معيار dvb-s2
هوت بيرد @ °13 شرقاً
11623 عمودي 27500 3/4 معيار dvb-s2
أسترا 19.2 شرقاً
11597 عمودي 22000 5/6 معيار dvb-s2
اس أي اس 4 @ °22 غرباً
12674 أفقي 20255 3/4 معيار dvb-s2

## وصلات خارجية
- شاهد كنال ألجيري على المباشر

{